# Noctua gossypii
Noctua gossypii là một loài bướm đêm trong họ Noctuidae.